# Katholischer Deutscher Frauenbund
Der Katholische Deutsche Frauenbund (kurz: KDFB) ist ein eingetragener Verein römisch-katholisch und ökumenisch engagierter Frauen mit deutschlandweit rund 180.000 Mitgliedern in 1.800 Zweigvereinen verteilt auf 21 Diözesen. Ziel des Vereins ist nach eigener Darstellung, am Aufbau einer Gesellschaft und Kirche mitzuwirken, in der Frauen und Männer partnerschaftlich zusammenleben und gemeinsam Verantwortung tragen für die Zukunft in einer friedlichen, gerechten und für alle lebenswerten Welt.

## Gründung
Der KDFB (1903–1916: Katholischer Frauenbund (KFB), 1916–1921: Katholischer Frauenbund Deutschlands (KFD), 1921–1983: Katholischer Deutscher Frauenbund, KDF) wurde am 16. November 1903 in Köln als Teil der damaligen Frauenbewegung gegründet. Gründungsvorsitzende von 1903 bis 1912 war Emilie Hopmann, zweite Vorsitzende bis 1919 Clara Siebert. Mitbegründerinnen und zweite Vorsitzende des Katholischen Frauenbundes in Köln waren Minna Bachem-Sieger (1903–1919) und Hedwig Dransfeld (1912–1925), die 1919 als eine der ersten Frauen in den Reichstag einzog.
Dransfeld arbeitete eng mit der schwedisch-deutschen Frauenrechtlerin Ellen Ammann zusammen. Ammann gründete 1904 (im selben Jahr wie Emy Gordon in Würzburg) den Zweigverein des Katholischen Frauenbundes in München. Auf ihre Initiative hin und mit Unterstützung vieler anderer Frauen wie Marie Zettler und Gräfin Pauline von Montgelas schlossen sich am 6. Dezember 1911 alle bestehenden bayerischen Zweigvereine zum „Bayerischen Landesverband des Katholischen Frauenbundes“ zusammen, der 2018 mit 165.000 Frauen zu der mitgliederstärksten Einheit des KDFB zählt.
Der Katholische Frauenbund nahm früh Kontakte zu internationalen Verbänden auf und wurde 1910 Gründungsmitglied der Internationalen Liga, heute  Weltunion Katholischer Frauenorganisationen (WUCWO/UMOFC).

## Aktivitäten

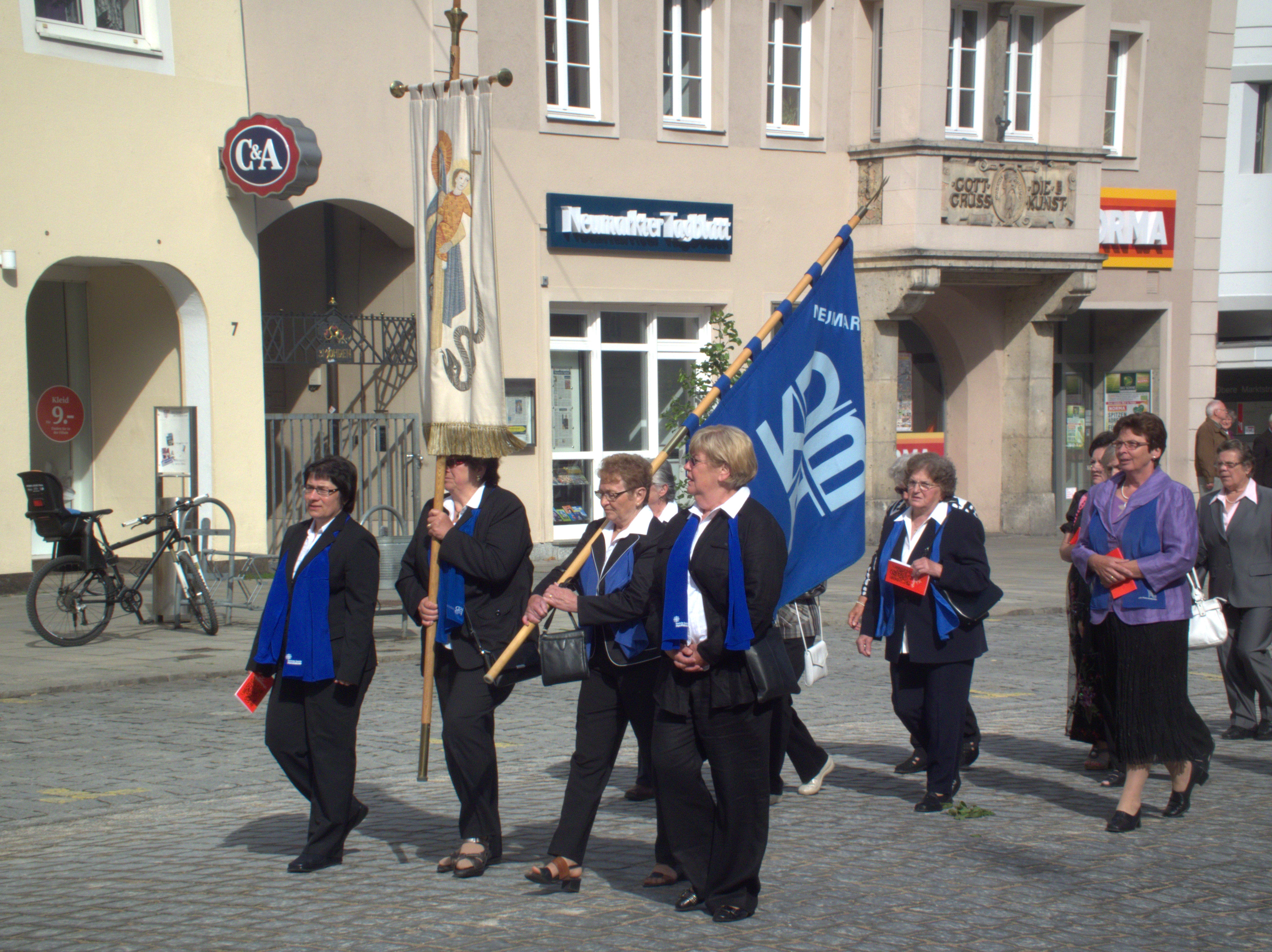
Fahnenabordnung bei Fronleichnamsprozession

Der Katholische Deutsche Frauenbund hat bundesweit ca. 180.000 Mitglieder in über 1800 Zweigvereinen verteilt auf 21 Diözesen. Der Frauenbund bietet ein Bildungsprogramm, das auf die Bedürfnisse von Frauen zugeschnitten ist. Auch Informationen und Austausch in wichtigen Fragen der Gesellschaft, der Politik und der Kirche gibt es, denn der Katholische Deutsche Frauenbund bietet entsprechende Seminare an. Außerdem wird praktische Unterstützung und konkrete Hilfe in schwierigen Lebenslagen angeboten. Frauen des KDFB gestalten Gottesdienste, Andachten und Wallfahrten. Außerdem beteiligen sie sich jedes Jahr am Weltgebetstag der Frauen.
Nachdem im November 1918 in Deutschland das aktive und passive Frauenwahlrecht eingeführt wurde, zog Ellen Ammann, die 1904 den Münchner Zweigverein des Katholischen Frauenbundes gründete und 1911 den Bayerischen Landesverband des Katholischen Frauenbundes ins Leben rief, als eine der ersten weiblichen Abgeordneten in den Bayerischen Landtag ein. KDFB-Frauen wirken bis heute nicht nur in Landtagen, sondern auch im Bundestag, in Bezirkstagen, Kreistagen sowie als Stadt- bzw. Gemeinderätinnen.
In Berlin wird ein Mehrgenerationenhaus für allein stehende Frauen jeden Alters, wie Studentinnen, Berufstätige und Seniorinnen betrieben.

### Ziele und Forderungen
Ein wichtiges Ziel des Katholischen Deutschen Frauenbundes ist, Frauen ein politisches Grundwissen zu vermitteln. Sie machen mit aktuellen politischen und sozialen Themen und Entwicklungen vertraut zu machen und ihre Argumentations- und Diskussionsfähigkeit zu trainieren. Gesellschaftspolitische Bildungsarbeit soll darüber hinaus dazu beitragen, dass sich Frauen ihrer sozialen und politischen Verantwortung als Christinnen bewusst werden und sie motivieren, sich aktiv am gesellschaftlichen und politischen Leben zu beteiligen. Im Rahmen seiner gesellschaftspolitischen Bildungsarbeit bezieht der Frauenbund regelmäßig öffentlich Stellung zu aktuellen, frauenpolitisch relevanten Fragestellungen.
Der Katholische Deutscher Frauenbund fordert die Ermöglichung der Frauenordination in der römisch-katholischen Kirche und fordert eine Reform der römisch-katholischen Sexualmorallehre.
Der Verband setzt sich für die Segnung gleichgeschlechtlicher Paare innerhalb der Katholischen Kirche ein.

### Bildungsangebote
Der Frauenbund bietet für Frauen ein breitgefächertes Bildungsprogramm, zum Beispiel
- Schulungen für Mittagsbetreuerinnen, Tagesmütter und Leiterinnen von Mutter-Kind-Gruppen
- Ausbildung zur Gesprächskreis- und Kursleiterin, unter anderem für Trauerbegleitung und Lebensqualität fürs Alter
- Studienfahrten
- Wochenendseminare für Alleinerziehende (mit Kinderbetreuung)

Weiterbildung in den Bereichen
- Öffentlichkeitsarbeit, Rhetorik und Konfliktbewältigung
- Beratung in allen Verbraucherfragen (u. a. Rechts-, Umwelt- und Ernährungsberatung), Haushaltstraining
- Mentoring-Projekte

### Hilfe in schwierigen Lebenssituationen
Der Frauenbund kümmert sich auch um Menschen, die in einer schwierigen Lebenssituation sind.  Der KDFB bietet z. B.:
- Gesprächskreise und Seminare für Trauernde
- Alten- und Krankenbesuchsdienste
- Oasentage für pflegende Angehörige
- Gesprächskreise für junge Mütter
- Vermittlung von Tagesmüttern

Das Familienpflegewerk des KDFB (Bayern) hilft Familien in kritischen Situationen. Die Familienpflegerinnen betreuen die Kinder und erledigen den Haushalt, etwa
- wenn die Mutter krank oder überlastet ist
- bei Krankenhaus- oder Kuraufenthalt
- bei Risikoschwangerschaft und nach der Entbindung

## Vernetzung
Der KDFB vertritt die Interessen von Frauen in zahlreichen Gremien:
- im Zentralkomitee der deutschen Katholiken
- im Deutschen Frauenrat
- im Ökumenischen Forum Christlicher Frauen in Europa
- in der Weltunion katholischer Frauenverbände (WUCWO)
- im Deutschen Komitee des Weltgebetstags

Auf internationaler Ebene ist der Frauenbund Gründungsmitglied der Weltunion katholischer Frauenverbände (WUCWO). Er entsendet auch eine Vertreterin in den Europarat und arbeitet unter anderem mit den Hilfsorganisationen Misereor, missio, Adveniat, Päpstliches Missionswerk der Frauen und Renovabis zusammen.
Konkret unterstützt der Frauenbund zum Beispiel
- Kaffeebäuerinnen in Honduras durch den fair gehandelten KDFB-Kaffee
- Bedürftige in Estland, u. a. durch den Aufbau einer Schuldnerberatung, einer Suppenküche und einer Jugendeinrichtung
- ein Altkleider-Projekt in Rumänien, das gleichzeitig Arbeitsplätze schafft
- durch die Fastenaktion „7 Wochen mit…“ den regionalen und fairen Handel

Außerdem trägt der Frauenbund die Kampagne für „saubere Kleidung“ mit, die weltweit eine Verbesserung der Arbeitsbedingungen in der Textilindustrie erreichen will. Mitglieder des Frauenbunds engagieren sich mit Solwodi gegen Frauenhandel und Sextourismus. Sie unterstützen Al Tufula, ein Friedensprojekt für palästinensische Frauen in Israel.

## Bekannte KDFB-Frauen
- Ellen Ammann gründete 1909 die „Sozial-caritative Frauenschule“ in München (heute Katholische Stiftungsfachhochschule München), um Frauen für die Übernahme sozialer und karitativer Aufgaben professionell auszubilden. Als eine der ersten Frauen wurde Ammann 1919 in den Bayerischen Landtag gewählt.
- Dorothee Bär[7], Mitglied des Deutschen Bundestages (seit 2002) sowie von 2013 bis 2018 Parlamentarische Staatssekretärin beim Bundesministerium für Verkehr und digitale Infrastruktur und von 2018 bis 2021 Staatsministerin bei der Bundeskanzlerin und Beauftragte der Bundesregierung für Digitalisierung.
- Sybille Benning[7], Mitglied des Deutschen Bundestages (2013 bis 2021).
- Mathilde Berghofer-Weichner wurde erste weibliche Ministerin in der Bayerischen Staatsregierung (1974).
- Aenne Brauksiepe[7], Mitglied des Deutschen Bundestages (1949–1972) und Bundesministerin für Familien und Jugend (1968/1969)
- Britta Dassler[7], Mitglied des Deutschen Bundestages (2017 bis 2021)
- Marie-Luise Dött[7], Mitglied des Deutschen Bundestages (1998 bis 2021)
- Hedwig Dransfeld, deutsche Frauenrechtlerin, Politikerin und Autorin.
- Gertrud Ehrle, Ehrenpräsidentin des KDFB
- Maria Flachsbarth[7], Mitglied des Deutschen Bundestages (2002 bis 2021), seit 16. Oktober 2011 Präsidentin des KDFB, seit 2011 Mitglied im Zentralkomitee der deutschen Katholiken, von 2013 bis 2018 Parlamentarische Staatssekretärin beim Bundesministerium für Ernährung und Landwirtschaft.
- Elisabeth Gnauck-Kühne, bedeutende Programmatikerin
- Monika Grütters[7], Mitglied des Deutschen Bundestages (seit 1998), von 2013 bis 2021 Staatsministerin bei der Bundeskanzlerin und Beauftragte der Bundesregierung für Kultur und Medien
- Rita Hagl-Kehl[7], Mitglied des Deutschen Bundestages (seit 2013), von 2018 bis 2021 Parlamentarische Staatssekretärin bei der Bundesministerin der Justiz und für Verbraucherschutz
- Marita Loersch, Mitbegründerin
- Gerta Krabbel, von 1925 bis 1952 Bundesvorsitzende und anschließend Ehrenvorsitzende des KDF, Schriftleiterin der Monatszeitschrift „Christliche Frau“
- Pauline von Montgelas, engagierte sich für Verbesserungen der Arbeitsbedingungen von Dienstbotinnen, Kellnerinnen und Heimarbeiterinnen.
- Barbara Renz arbeitete im Münchner Katholischen Frauenbund mit und gründete Zweigstellen in Münster und Dillingen an der Donau.
- Marianne Schieder[7], Mitglied des Deutschen Bundestages (seit 2005)
- Christine Teusch, jüngstes Mitglied der Nationalversammlung von 1919, Abgeordnete im Reichstag (1920–1933) und eine der ersten Frauen in einem Ministeramt (Kultusministerin in Nordrhein-Westfalen von 1947 bis 1954)
- Therese von Bayern war Ehrenmitglied des Katholischen Frauenbundes.
- Helene Weber, deutsche Politikerin und eine der vier „Mütter des Grundgesetzes“, und hat den Satz „Männer und Frauen sind gleichberechtigt“ in der Verfassung der BRD mit erkämpft.
- Anja Weisgerber[7], Mitglied des Deutschen Bundestages (seit 2013), 2008 ausgezeichnet mit der  Bayerischen Europa-Medaille.
- Annette Widmann-Mauz[7], Mitglied des Deutschen Bundestages (seit 1998), von 2009 bis 2018 parlamentarische Staatssekretärin beim Bundesministerium für Gesundheit und von 2018 bis 2021 Staatsministerin bei der Bundeskanzlerin sowie Beauftragte der Bundesregierung für Migration, Flüchtlinge und Integration.
- Zita Zehner war eine deutsche Politikerin. Zwischen 1946 und 1970 war sie für die CSU Mitglied des Bayerischen Landtages.
- Marie Zettler, Mitglied der Deutschen Zentrumspartei und Mitglied der Nationalversammlung von 1919
- Emmi Zeulner[7], Mitglied des Deutschen Bundestages (seit 2013)

## Medien
- Prisma der Frau (1969–1981)
- Mitgliederzeitschrift Engagiert – Die Christliche Frau